# Linn (Missouri)
Linn és una població dels Estats Units a l'estat de Missouri. Segons el cens del 2000 tenia 1.354 habitants.

## Demografia
Segons el cens del 2000, Linn tenia 1.354 habitants, 533 habitatges, i 300 famílies. La densitat de població era de 594,1 habitants per km².
Dels 533 habitatges en un 30,6% hi vivien nens de menys de 18 anys, en un 42,4% hi vivien parelles casades, en un 9,8% dones solteres, i en un 43,7% no eren unitats familiars. En el 34,3% dels habitatges hi vivien persones soles el 17,6% de les quals corresponia a persones de 65 anys o més que vivien soles. El nombre mitjà de persones vivint en cada habitatge era de 2,32 i el nombre mitjà de persones que vivien en cada família era de 3,01.
Per edats la població es repartia de la següent manera: un 23,9% tenia menys de 18 anys, un 15,9% entre 18 i 24, un 23,3% entre 25 i 44, un 15,4% de 45 a 60 i un 21,4% 65 anys o més.
L'edat mediana era de 33 anys. Per cada 100 dones de 18 o més anys hi havia 95,4 homes.
La renda mediana per habitatge era de 27.656 $ i la renda mediana per família de 38.854 $. Els homes tenien una renda mediana de 30.259 $ mentre que les dones 20.703 $. La renda per capita de la població era de 13.840 $. Entorn del 9,5% de les famílies i el 17,1% de la població estaven per davall del llindar de pobresa.

## Poblacions més properes
El següent diagrama mostra les poblacions més properes.